# 李容碩
李容碩（韓語：이용석，1969年4月26日—），韓國電視劇導演。

## 作品列表

### 電視劇
- 1999年：SBS《那女人的選擇》
- 2006年：SBS《無敵情報員》
- 2008年：SBS《一枝梅》
- 2009年：SBS《妻子回來了》
- 2012年：SBS《大風水》
- 2015年：SBS《村莊：阿雉阿拉的祕密》
- 2019年：SBS《獬豸》

### 總製作人作品
- 2016年：SBS《Mrs. Cop 2》
- 2017年：SBS《姐姐風采依舊》
- 2018年：SBS《訓南正音》

### 製作人作品
- 2007年：SBS《錢的戰爭》
- 2009年：SBS《純潔的你》
- 2014年：SBS《只屬於我的你》
- 2016年：SBS《戲子》
- 2016年：SBS《倒數第二次戀愛》
- 2017年：SBS《姐姐風采依舊》

### 企劃作品
- 1995年：SBS《海冰》
- 2014年：SBS《奔跑吧薔薇》
- 2015年：SBS《海德、哲基爾與我》
- 2015年：SBS《看見味道的少女》
- 2015年：SBS《假面》
- 2016年：SBS《對，就是那樣》
- 2016年：SBS《我們的甲順》
- 2018年：SBS《Switch－改變世界》
- 2019年：SBS《VIP》

## 外部連結
- NAVER
- 李容碩的X（前Twitter）